# Pleurothallis tridentata
Pleurothallis tridentata là một loài thực vật có hoa trong họ Lan. Loài này được Klotzsch miêu tả khoa học đầu tiên năm 1840.